# Körslaget 2012
Körslaget 2012 var den sjätte säsongen av TV4:s underhållningsprogram Körslaget och hade premiär den 8 september 2012. Körerna avslöjades av TV4 den 26 juni 2012. Likaså meddelade TV4 att Gry Forssell fortsätter som programledare för Körslaget.

## Tävlande[2]
- Anders Bagge med en kör från Ekerö. Färg: RÖD
- Martin Rolinski med en kör från Angered. Färg: BLÅ
- Gladys del Pilar med en kör från Örebro. Färg: SILVER
- Lili & Susie med en kör från Sollentuna. Färg: ROSA
- Putte Nelsson med en kör från Vetlanda. Färg: GUL
- Louise Hoffsten med en kör från Linköping. Färg: LILA
- Bengan Janson med en kör från Visby. Färg: GRÖN

## Program

### Program 1
Sändes den 8 september 2012.
1. Team Bagge - I'm still standing
2. Team Hoffsten - Hit the road Jack
3. Team Rolinski - We are young
4. Team Gladys - Reach out, I'll be there
5. Team Putte - September
6. Team Bengan - Två mörka ögon
7. Team Lili & Susie - Never gonna give you up

#### Resultat
Listar nedan de tre körer som erhöll flest antal tittarröster i resultatordning. Observera att ingen kör tvingades lämna programmet i detta första program.
| Flest antal tittarröster |
| 1. Team PUTTE            |
| 2. Team BAGGE            |
| 3. Team HOFFSTEN         |

### Program 2
Sändes den 15 september 2012.
1. Team Putte - Moves like Jagger
2. Team Lili & Susie - Heaven is a place on earth
3. Team Bengan - Inget stoppar oss nu
4. Team Hoffsten - (I can't get no) Satisfaction
5. Team Bagge - I'm every woman
6. Team Rolinski - Vart jag mig i världen vänder
7. Team Gladys - Man in the mirror

#### Resultat
Den av dessa två körer som är markerad med mörkgrå färg är den kör som efter detta moment tvingats lämna programmet.
| Lägst antal tittarröster |               |
| Team Lili & Susie        | Team Rolinski |

### Program 3
Sändes den 22 september 2012.
1. Team Gladys - Never let it go
2. Team Rolinski - Chariots of fire
3. Team Bagge - Play
4. Team Bengan - Maria
5. Team Hoffsten - Let the best man win
6. Team Putte - Thinking of you

#### Resultat
Den av dessa två körer som är markerad med mörkgrå färg är den kör som efter detta moment tvingats lämna programmet.
| Lägst antal tittarröster |             |
| Team Rolinski            | Team Bengan |

### Program 4
Sändes den 29 september 2012.
Låt 1:
1. Team Bengan - Vingar
2. Team Putte - Celebration

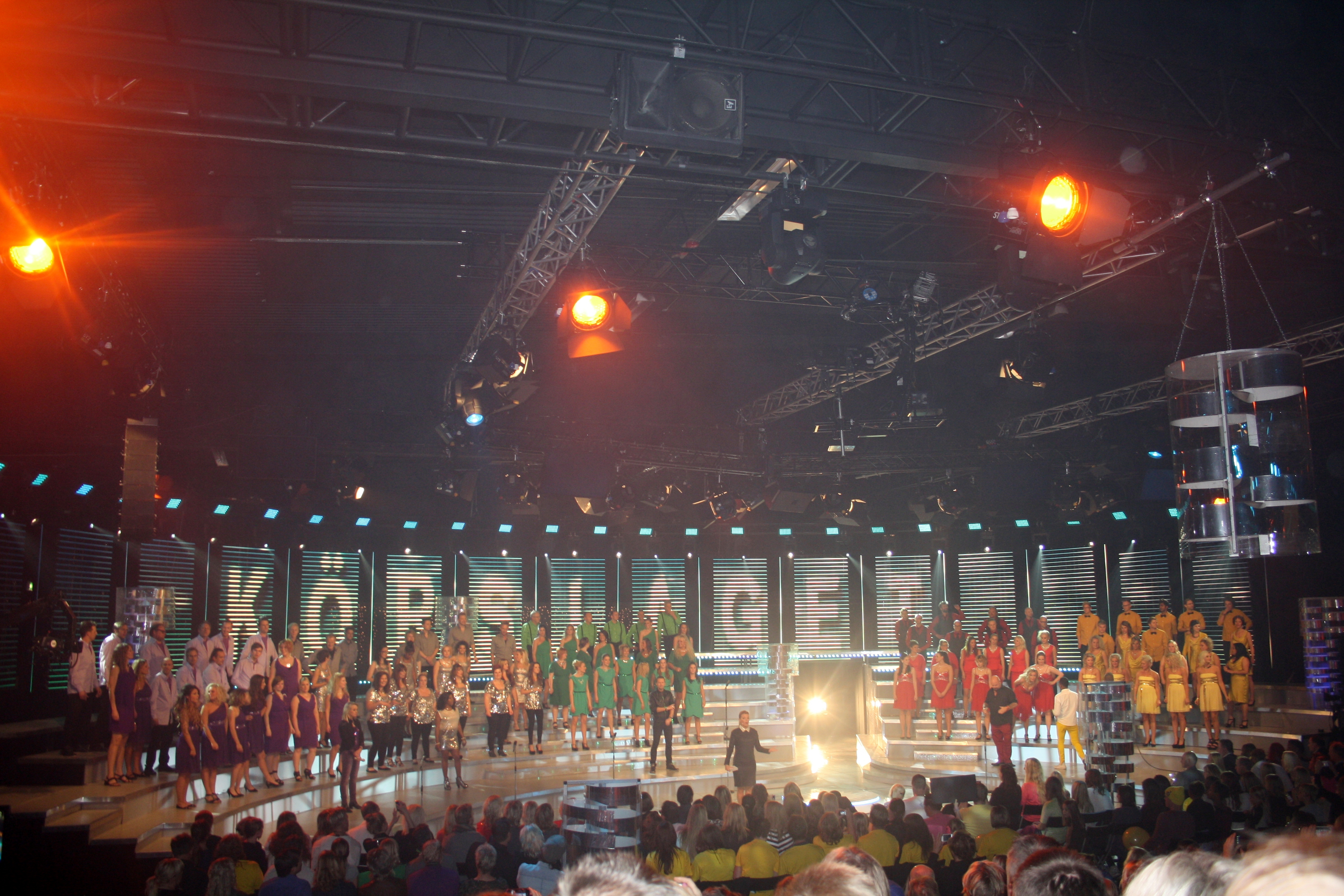
Körslagets fjärde program under 2012

3. Team Hoffsten - The Sound Of Silence
4. Team Gladys - Best of my love
5. Team Bagge - Isn't she lovely

Låt 2:
1. Team Bengan - Save the world
2. Team Putte - Dancing queen
3. Team Hoffsten - Release me
4. Team Gladys - The look
5. Team Bagge - Dancing on my own

#### Resultat
Den av dessa två körer som är markerad med mörkgrå färg är den kör som efter detta moment tvingats lämna programmet.
| Lägst antal tittarröster |               |
| Team Gladys              | Team Hoffsten |

### Program 5
Sändes den 6 oktober 2012.
Låt 1:
1. Team Bagge - Poison
2. Team Hoffsten - I was made for loving you
3. Team Putte - Rock the night
4. Team Bengan - You give love a bad name

Låt 2:
1. Team Bagge - Twistin' the night away
2. Team Hoffsten - Raspberry Beret
3. Team Putte - I wanna be the only one
4. Team Bengan - Waka Waka

#### Resultat
Den av dessa två körer som är markerad med mörkgrå färg är den kör som efter detta moment tvingats lämna programmet.
| Lägst antal tittarröster |               |
| Team Bagge               | Team Hoffsten |

### Program 6
Sändes den 13 oktober 2012.
Låt 1:
1. Team Hoffsten - Think
2. Team Bengan - Can't take my eyes off you
3. Team Putte - How will I know

Låt 2:
1. Team Hoffsten - Cabaret
2. Team Bengan - Fame
3. Team Putte - The Phantom of the Opera

#### Resultat
Den av dessa två körer som är markerad med mörkgrå färg är den kör som efter detta moment tvingats lämna programmet.
| Lägst antal tittarröster |            |
| Team Bengan              | Team Putte |

### Program 7
Sändes den 20 oktober 2012.
Låt 1:
1. Team Putte - Rosanna
2. Team Hoffsten - This Little Light of Mine

Låt 2:
1. Team Putte - The Phantom of the Opera
2. Team Hoffsten - Satisfaction

Låt 3:
1. Team Putte - You Raise Me Up
2. Team Hoffsten - You Raise Me Up

#### Resultat
Listar nedan den kör som erhöll flest antal tittarröster och därmed vann Körslaget 2012.
| Vinnaren   |
| Team Putte |

### Julspecial
Sändes den 22 december 2012.
1. Team Bagge - Driving Home for Christmas
2. Team Lili & Susie - Feliz Navidad
3. Team Gladys - O, helga natt
4. Team Putte - Let It Snow
5. Team Rolinski - Last Christmas
6. Team Hoffsten - Happy Xmas (War Is Over)
7. Team Bengan - Rimfrostjul